# Saint-Georges-les-Bains
Saint-Georges-les-Bains település Franciaországban, Ardèche megyében. Lakosainak száma 2415 fő (2022. január 1.). Saint-Georges-les-Bains Beauchastel, Charmes-sur-Rhône, Gilhac-et-Bruzac, Toulaud és Étoile-sur-Rhône községekkel határos.

## Népesség
A település népessége az elmúlt években az alábbi módon változott:
| Lakosok száma | 1015 | 1257 | 1557 | 1977 | 2114 | 2201 | 2282 | 2405 | 2408 | 2415 |
|               | 1968 | 1982 | 1990 | 2006 | 2013 | 2015 | 2017 | 2019 | 2020 | 2022 |